# Abul Kusour
Abul Kusour (tiếng Ả Rập: أبو الكسور) là một ngôi làng Syria nằm ở phó huyện Al-Saan ở huyện Salamiyah, Hama. Theo Cục Thống kê Trung ương Syria (CBS), Abul Kusour có dân số 352 người trong cuộc điều tra dân số năm 2004.